# Société à capitaux privés
Pour les articles homonymes, voir Société.
Une société à capitaux privés ou société privée est une société qui n'offre pas ou ne négocie pas ses actions de société (en anglais : capital stock ou actions) au grand public sur les marchés boursiers, mais dont les actions sont offertes, détenues, négociées, échangées de manière privée ou de gré à gré. Dans le cas d'une société fermée, il y a un nombre relativement faible d'actionnaires ou de membres de la société. Les termes connexes sont société à participation restreinte et société non cotée.
Bien que moins visibles que leurs homologues cotées en bourse, les sociétés ou entreprises privées ont une importance majeure dans l'économie mondiale. En 2008, les 441 plus grandes entreprises privées (en) des États-Unis représentaient 1 800 000 000 000 dollars. (1800 milliards de dollars) de revenus et employaient 6,2 millions de personnes, selon Forbes. En 2005, sur la base d'un échantillon sensiblement plus petit (22,7 %), les 339 entreprises figurant dans l'enquête de Forbes sur les entreprises américaines à participation restreinte ont vendu pour un billion de dollars de biens et de services (44 %) et employé quatre millions de personnes. En 2004, le décompte Forbes des entreprises américaines privées ayant au moins 1 milliard de dollars de revenus était de 305.

## Propriété des actions
Dans les pays dotés de marchés boursiers publics, on entend généralement par entreprise privée une entreprise dont la propriété des actions ou les intérêts ne sont pas négociés publiquement. Souvent, les entreprises privées sont détenues par les fondateurs de l'entreprise ou leurs familles et héritiers ou par un petit groupe d'investisseurs. Parfois, les employés détiennent également des actions de sociétés privées. La plupart des petites entreprises sont des entreprises privées.
Aux États-Unis, les filiales et les co-entreprises de sociétés cotées en bourse (par exemple, Saturn Corporation de General Motors), à moins que les actions de la filiale elle-même ne soient négociées directement, présentent les caractéristiques des sociétés privées et des sociétés cotées en bourse. Ces sociétés sont généralement soumises aux mêmes obligations de déclaration que les sociétés privées, mais leurs actifs, leurs passifs et leurs activités sont également inclus dans les rapports de leurs sociétés mères, comme l'exigent les règles de la comptabilité et du secteur des valeurs mobilières relatives aux groupes de sociétés.

## Forme d'organisation
Les sociétés privées peuvent être appelées corporations, limited companies, limited liability companies, unlimited companies (en), ou d'autres noms, selon le lieu et la manière dont elles sont organisées et structurées.  Aux États-Unis, mais pas en général au Royaume-Uni, le terme est également étendu aux partenariats, aux entreprises individuelles ou aux business trusts.  Chacune de ces catégories peut avoir des exigences et des restrictions supplémentaires qui peuvent avoir un impact sur les obligations de déclaration, les obligations fiscales, les obligations gouvernementales, les relations avec les employés, les possibilités de marketing et d'autres obligations et décisions commerciales.
Dans de nombreux pays, il existe des formes d'organisation réservées aux sociétés privées et couramment utilisées par celles-ci, par exemple, la private company limited by shares au Royaume-Uni (en abrégé Ltd ou société en commandite par actions en France) ou unlimited company (en) et la proprietary limited company (en) (en abrégé Pty Ltd) ou unlimited proprietary company (en) (en abrégé Pty) en Afrique du Sud et en Australie.
En Inde, les sociétés privées sont enregistrées par le Registrar of Companies (en français : « registre des sociétés »), qui dépend du ministère des Finances et des Affaires commerciales. Les sociétés privées indiennes doivent contenir les mots Private Limited à la fin de leur nom.

## Obligations et restrictions en matière de rapports
Les entreprises privées ont généralement des obligations et des obligations de déclaration moins nombreuses ou moins complètes en matière de transparence, via les rapports annuels, etc. que les entreprises cotées en bourse. Par exemple, aux États-Unis, contrairement à généralement  en Europe, les sociétés privées ne sont généralement pas tenues de publier leurs états financiers. En n'étant pas tenues de divulguer des détails sur leurs opérations et leurs perspectives financières, les sociétés privées ne sont pas obligées de divulguer des informations qui peuvent potentiellement être précieuses pour les concurrents et peuvent éviter l'érosion immédiate de la confiance des clients et des parties prenantes en cas de contrainte financière. En outre, les exigences en matière d'information et les attentes des actionnaires étant limitées, les entreprises privées bénéficient d'une plus grande souplesse opérationnelle, car elles peuvent se concentrer sur la croissance à long terme plutôt que sur les bénéfices trimestriels. En outre, les dirigeants des sociétés privées peuvent diriger leurs navires sans l'approbation des actionnaires, ce qui leur permet de prendre des mesures importantes sans délai,. En Australie, la partie 2E du Corporations Act 2001 (en) exige que les sociétés cotées en bourse déposent certains documents relatifs à leur assemblée générale des actionnaires auprès de l'Australian Securities and Investments Commission (ASIC). Il existe une exigence similaire pour les grandes sociétés propriétaires, qui sont tenues de déposer auprès de l'ASIC le formulaire 388H contenant leur rapport financier. Aux États-Unis, les sociétés privées sont tenues de respecter des normes de vérification comptable différentes de celles des sociétés publiques, supervisées par la division Private Company Counsel du FASB (voir Liens externes).
La recherche de sociétés privées et de leurs états financiers aux États-Unis peut impliquer de contacter le Secrétaire d'État pour l'état d'incorporation (ou pour une LLC ou un partenariat, l'état de formation), ou d'utiliser des bases de données spécialisées sur les sociétés privées telles que Dun & Bradstreet. D'autres sociétés, comme Sageworks (en), fournissent des données agrégées sur les sociétés privées, segmentées par code d'industrie.
Les sociétés privées sont aussi parfois soumises à des restrictions quant au nombre d'actionnaires qu'elles peuvent avoir. Par exemple, la section 12(g) du U.S. Securities Exchange Act de 1934 limite généralement une société privée à moins de 2000 actionnaires, et le U.S. Investment Company Act (en) de 1940 exige l'enregistrement des sociétés d'investissement qui ont plus de 100 détenteurs. En Australie, la section 113 du Corporations Act 2001 limite une société privée à cinquante actionnaires non salariés.